# L.A. Express
L.A. Express was een Amerikaanse jazzfusionband.

## Bezetting
- Max Bennett (basgitaar)
- John Guerin (drums, percussie)
- Larry Carlton (gitaar, ex-The Crusaders)
- Joe Sample (keyboards, ex-The Crusaders)

- Robben Ford (gitaar)
- Larry Nash (keyboards)
- Victor Feldman (keyboards)
- David Luell (saxofoon, houtwerk)
- Peter Maunu (gitaar)

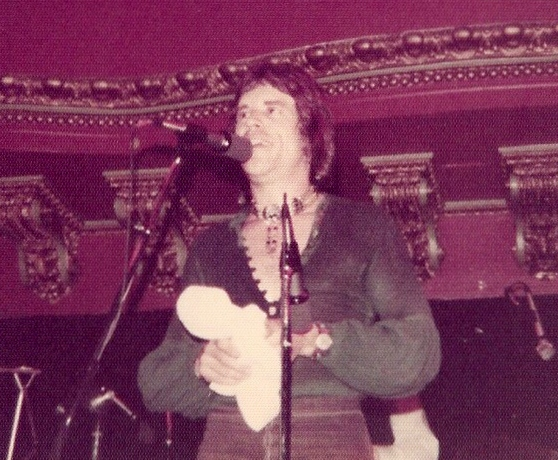
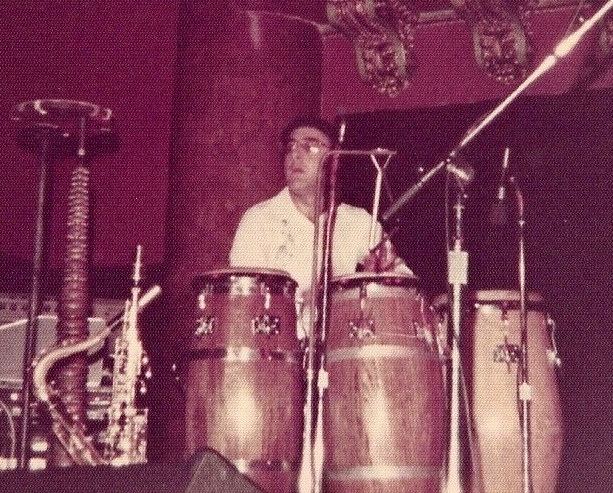
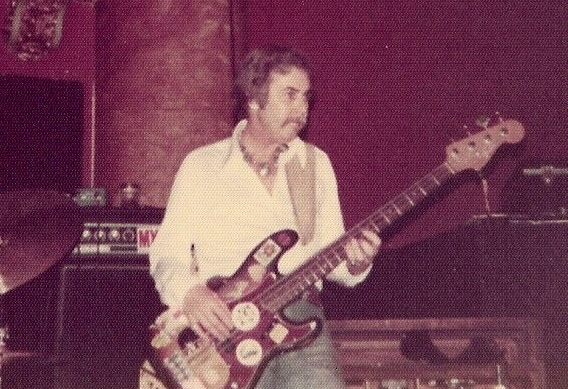

V.l.n.r. John Guerrin, Victor Feldman en Max Bennett

## Geschiedenis
L.A. Express werd geformeerd in 1973 als achtergrondband voor jazzsaxofonist Tom Scott.  Ze namen het album Tom Scott & the L.A. Express op en daarbij ook een aantal nummers voor het album Court and Sparks van Joni Mitchell in 1974 met deze bezetting, voordat Carlton en Sample de band verlieten. Robben Ford verving Carlton als gitarist en Larry Nash nam het stokje over van Sample. Met Ford en Nash namen Tom Scott & the L.A. Express eind 1974 het populaire album Tom Cat op bij Ode Records. Na het uitbrengen van Tom Cat verliet Scott de band voor een solocarrière.
De band nam hun eerste gelijknamige album op in 1976 zonder Scott, dat als coverdesign een close-up had van een riemgesp met reliëf met de bandnaam L.A. Express, gelijkend op Tom Scott & the L.A. Express, die werd gedragen door een model op de cover van hun eerste album met Scott. Later in hetzelfde jaar namen ze Shadow Play op, dat meerdere populaire jazznummers bevatte, veel gespeeld door de jazzradio begin jaren 1980.
Op het eerste van deze twee albums werd Larry Nash vervangen door Victor Feldman en David Luell speelde saxofoon en houtwerk. Robben Ford verliet de band voorafgaand aan de opname van Shadow Play en werd vervangen door gitarist Peter Maunu.
Leden van L.A. Express speelden op meerdere albums van Joni Mitchel, waaronder Court and Spark, The Hissing of Summer Lawns en het livealbum Miles of Aisles tussen 1974 en 1975.
De band had ook de twee eigen instrumentale jazz-albums L.A. Express (1976) en Shadow Play (1976). De laatste bevatte achtergrondzang en een coverdesign van Mitchell. Beide albums waren opgenomen in de James Guercio's Caribou Ranch studio en waren de eerste albums uitgebracht bij Caribou Records.